# Snooker Shoot Out 2021
Snooker Shoot-Out 2021 – dziewiąty rankingowy turniej snookerowy w sezonie 2020/2021. Odbył się w dniach 4–7 lutego 2021 roku w Marshall Arena w Milton Keynes.

## Nagrody finansowe
Zwycięzca: £50 000

Finalista: £20 000

Półfinał: £8 000

Ćwierćfinał: £4 000

Ostatnia 16: £2 000

Ostatnia 32: £1 000

Ostatnia 64: £500

Ostatnia 128: £250
Najwyższy break: £5 000
Łączna pula nagród: £171 000

## Wyniki turnieju

### Runda 1
4 lutego – 14:00

- Jamie Jones 1-95  Michael Holt
- Steven Hallworth 34-42  Declan Lavery
- David Grace 34-10  Hayden Staniland
- Ken Doherty 60-15  Jamie Curtis-Barrett
- Oliver Lines 1-79  Robbie Williams
- Allan Taylor 51-1  Jackson Page
- Rebecca Kenna 8-36  Simon Lichtenberg
- Zhou Yuelong 36-35  Ian Burns
- Matthew Stevens 55-53  Fergal Quinn
- Sam Craigie 53-48  Phil O’Kane
- Lee Walker 18-33  Ashley Carty
- Brian Ochoiski 0-72  Eden Szaraw
- Dean Young 26-32  Riley Parsons
- Aaron Hill 1-69  Andy Hicks
- Liang Wenbo 79-32  Ben Fortey
- Mark Allen 142-0  Jimmy Robertson

4 lutego – 20:00

- Paul Davies 37-58  Mark Williams
- Martin O’Donnell 41-34  Ben Woollaston
- Anthony Hamilton 0-82  Robert Milkins
- Andrew Higginson 0-86  Mark Joyce
- Luca Brecel 10-65  Shaun Murphy
- Joe O’Connor 27-49  Leo Fernandez
- Fraser Patrick 16-62  Gerard Greene
- Michael White 30-16  Mark King
- Billy Joe Castle 31-41  Mark Selby
- Farakh Ajaib 39-52  Hossein Vafaei
- Duane Jones 68-18  Sean Maddocks
- David Gilbert 27-24  Lei Peifan
- Stuart Carrington 0-43  Connor Benzey
- David Lilley 43-64  Lü Haotian
- Ian Martin 59-16  Robbie McGuigan
- Rory McLeod 54-1  Stuart Bingham

5 lutego – 14:00

- Adrian Rosa 1-41  Jimmy White
- Alex Clenshaw 19-32  Noppon Saengkham
- Julian Bojko 1-96  Jordan Brown
- Joshua Thomond 36-41  Barry Pinches
- Ricky Walden 33-72  Xiao Guodong
- Alan McManus 21-4  Fan Zhengyi
- Craig Steadman 51-1  Tom Ford
- Jack Lisowski 14-30  Peter Devlin
- Hamim Hussain 9-7  Peter Lines
- Saqib Nasir 56-1  James Cahill
- Thepchaiya Un-Nooh 96-22  Brandon Sargeant
- Nigel Bond 31-30  Soheil Vahedi
- Tian Pengfei 12-27  Mitchell Mann
- Joe Perry 43-18  Paul Davison
- Luke Pinches 23-43  Dylan Emery
- Gary Wilson 15-45  Barry Hawkins

5 lutego – 20:00

- John Higgins 16-6  Scott Donaldson
- Jak Jones 11-42  Ben Hancorn
- Sean Harvey 54-19  Jamie Clarke
- Ryan Day 78-0  Matthew Selt
- Liam Highfield 57-52  Rod Lawler
- Ben Mertens 44-10  Zak Surety
- Luo Honghao 13-63  Alexander Ursenbacher
- Elliot Slessor 62-14  Daniel Wells
- Daniel Womersley 1-40  Louis Heathcote
- Jamie O’Neill 14-52  Kuldesh Johal
- Haydon Pinhey 34-25  Mark Davis
- Akani Songsermsawad 35-18  Dominic Dale
- Martin Gould 35-1  Simon Blackwell
- Jamie Wilson 91-8  Lukas Kleckers
- Chris Wakelin 41-22  Oliver Brown
- John Astley 63-5  Reanne Evans

### Runda 2
6 lutego – 14:00

- John Higgins 0-70  Thepchaiya Un-Nooh
- Robert Milkins 37-0  Ben Mertens
- Xiao Guodong 22-6  Robbie Williams
- Noppon Saengkham 46-16  Nigel Bond
- Jimmy White 12-55  Gerard Greene
- Leo Fernandez 32-34  Declan Lavery
- Martin O’Donnell 20-6  Simon Lichtenberg
- Andy Hicks 11-27  Ian Martin
- Hossein Vafaei 16-41  Mark Williams
- Eden Szaraw 0-81  Liang Wenbo
- Duane Jones 28-50  Hamim Hussain
- Mark Joyce 20-44  Alexander Ursenbacher
- Mitchell Mann 15-18  Ken Doherty
- Michael White 35-34  Rory McLeod
- Louis Heathcote 27-17  Sean Harvey
- Matthew Stevens 52-21  Michael Holt

6 lutego – 20:00

- Mark Allen 82-15  Dylan Emery
- Alan McManus 23-58  Martin Gould
- Jamie Wilson 38-53  Craig Steadman
- Chris Wakelin 34-85  Joe Perry
- David Gilbert 25-11  Peter Devlin
- Lü Haotian 23-6  Jordan Brown
- Elliot Slessor 22-11  Sam Craigie
- Saqib Nasir 15-31  Ben Hancorn
- Barry Pinches 2-16  Mark Selby
- Ryan Day 33-6  Ashley Carty
- Haydon Pinhey 65-24  Riley Parsons
- David Grace 46-15  Kuldesh Johal
- Zhou Yuelong 55-31  Barry Hawkins
- Akani Songsermsawad 48-46  John Astley
- Liam Highfield 71-24  Connor Benzey
- Shaun Murphy 9-38  Allan Taylor

### Runda 3
7 lutego – 14:00

- Matthew Stevens 10-74  Robert Milkins
- Noppon Saengkham 37-27  Ken Doherty
- Michael White 9-82  Louis Heathcote
- Haydon Pinhey 33-37  Lü Haotian
- Hamim Hussain 0-96  Thepchaiya Un-Nooh
- Joe Perry 16-43  Gerard Greene
- Ian Martin 18-15  Akani Songsermsawad
- Ryan Day 75-0  Ben Hancorn
- Xiao Guodong 28-29  Mark Williams
- Declan Lavery 48-26  Elliot Slessor
- Martin O’Donnell 28-11  Alexander Ursenbacher
- Zhou Yuelong 66-12  Martin Gould
- Liang Wenbo 7-107  David Gilbert
- Allan Taylor 15-46  Craig Steadman
- Liam Highfield 17-58  Mark Selby
- David Grace 23-37  Mark Allen

### Runda 4
7 lutego – 20:00

- Mark Williams 35-11  Thepchaiya Un-Nooh
- Mark Selby 55-9  Declan Lavery
- Martin O’Donnell 26-12  Ian Martin
- Noppon Saengkham 8-72  Craig Steadman
- Robert Milkins 76-16  Lü Haotian
- Gerard Greene 2-65  Louis Heathcote
- Zhou Yuelong 37-40  Ryan Day
- Mark Allen 1-85  David Gilbert

### Ćwierćfinały
7 lutego – 22:00

- Ryan Day 49-6  David Gilbert
- Robert Milkins 21-27  Mark Selby
- Louis Heathcote 37-47  Craig Steadman
- Martin O’Donnell 17-86  Mark Williams

### Półfinały
7 lutego – 23:15
- Mark Williams 18-31  Ryan Day
- Mark Selby 43-15  Craig Steadman

### Finał
7 lutego – 23:45
- Ryan Day 67-24  Mark Selby

## Breaki stupunktowe fazy głównej turnieju
- 142  Mark Allen